# Raumhöhe
Als Raumhöhe bezeichnet man die lichte Höhe in einem Raum zwischen der Oberkante des Fußbodens und der Unterkante der Decke. Der Begriff wird im Bauwesen, vor allem im Baurecht verwendet, um Mindestanforderungen für Aufenthaltsräume zu definieren.
In alten Fachwerkhäusern finden sich teilweise Raumhöhen von unter 2 Metern. Gründerzeitwohnungen dagegen wurden im Extremfall mit Deckenhöhen von bis zu 4,5 Meter errichtet.

## Österreich
In Österreich sind die Mindestraumhöhen in den Landesbauordnungen der Länder festgelegt, meist liegen sie bei Aufenthaltsräumen bei mindestens 2,50 m, bei Einfamilien-, Zweifamilien- und Reihenhäusern bei mindestens 2,40 m, in Dachräumen kann sie darunter liegen, wobei der Luftraum mindestens dasselbe Ausmaß haben muss wie bei einer waagrechten Decke. Die lichte Raumhöhe von anderen Räumen als Aufenthaltsräumen kann auch darunterliegen, wobei auch diese über ein ausreichend großes Luftvolumen verfügen müssen. Die lichte Raumhöhe darf jedoch keinesfalls 2,10 m unterschreiten.

## Deutschland
In Deutschland sind die Mindestraumhöhen in den Landesbauordnungen der Länder festgelegt. In der Musterbauordnung sowie den meisten Bundesländern beträgt sie bei Aufenthaltsräumen 2,40 m, die Vorschriften reichen aber von 2,20 m bis 2,50 m und lassen für Aufenthaltsräume in kleinen Wohngebäuden sowie in Dachgeschossen Ausnahmen zu.
Lagerräume und Abstellkammern gelten nicht als Aufenthaltsräume und können entsprechend geringere Deckenhöhen aufweisen. Auch Waschküchen werden in der Regel nicht als Aufenthaltsräume angesehen.
Verordnungsbeispiele:
Während die DIN 277 lediglich fordert, dass als Wohnraum genutzte Flächen mit einer Höhe von unter 2 Metern separat ausgewiesen werden, so werden diese nach der Wohnflächenverordnung nur zur Hälfte auf die Wohnfläche angerechnet und Flächen mit einer Höhe von weniger als 1 Meter werden gar nicht angerechnet.

## Architekturgeschichte
Die in Hamburg zwischen 1948 und 1966 errichteten Backsteingebäude haben meist eine Raumhöhe von 2,2 Meter. Ab den 1960er Jahren betrug die Raumhöhe in Neubauten meist 2,4 Meter oder mehr. Bis zum Beginn des Zweiten Weltkriegs errichtete städtische Wohnungen besitzen häufig Deckenhöhen von 3,3 Metern und mehr.
- Adolf Loos setzte sich intensiv mit Raumproportionen auseinander und variierte die Raumhöhen entsprechend ihrer Nutzung und Bedeutung, zum Beispiel beim sogenannten Looshaus in Wien und in der Villa Müller in Prag.
- In Le Corbusiers Proportionsschema Modulor beträgt die Raumhöhe 2,26 m und fand zum Beispiel im Kloster Sainte-Marie de la Tourette Anwendung.

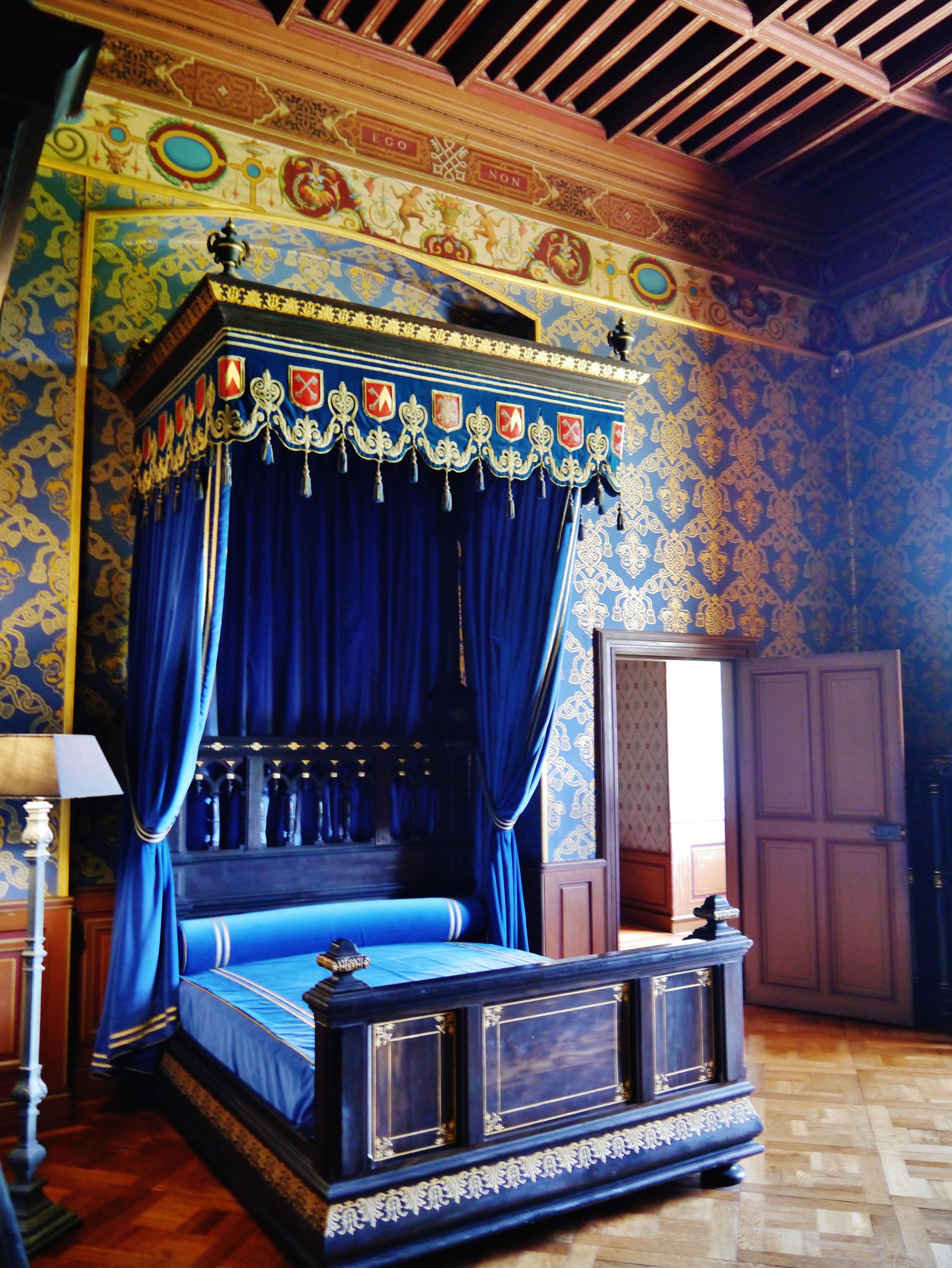
Sehr hohe Raumhöhe: Schloss Ancy-le-Franc (1538–1546), Ancy-le-Franc, Schlafzimmer
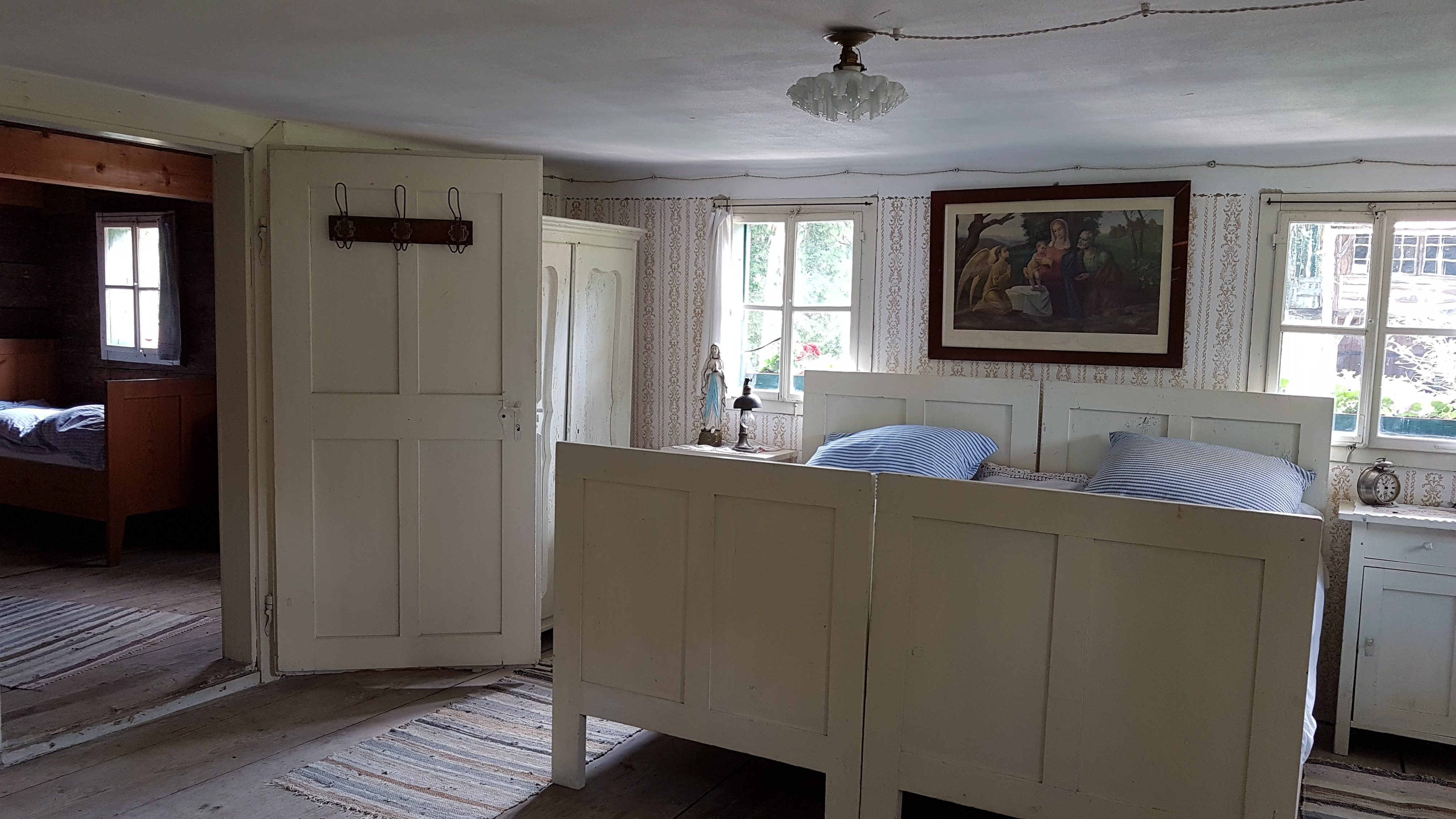
Niedrige Raumhöhe: Schmiedhaus (18./19. Jhdt.), Salzburger Freilichtmuseum, Schlafzimmer